# (1953) Rupertwildt
(1953) Rupertwildt (1951 UK) – planetoida z pasa głównego asteroid okrążająca Słońce w ciągu 5,49 lat w średniej odległości 3,11 j.a. Odkryta 29 października 1951 roku.